# Coelichneumon dorsosignatus
Coelichneumon dorsosignatus är en stekelart som först beskrevs av Berthoumieu och Eduard Friedrich Eversmann 1894.  Coelichneumon dorsosignatus ingår i släktet Coelichneumon och familjen brokparasitsteklar. Inga underarter finns listade i Catalogue of Life.